# جون إتش ترمبل
جون ه ترمبل (بالإنجليزية: John H. Trumbull)‏ (و. 1873 – 1961 م) هو سياسي من الولايات المتحدة الأمريكية .
وهو عضو في الحزب الجمهوري .